# Wielowieś (powiat lubiński)
Wielowieś (niem. Bielwiese) – wieś w Polsce, położona w województwie dolnośląskim, w powiecie lubińskim, w gminie Ścinawa. W latach 1975–1998 miejscowość należała administracyjnie do województwa legnickiego.

## Nazwa
Polska nazwa Wielowieś została ustanowiona 16 grudnia 1946 roku.

## Zabytki
W Wielowsi znajdują się m.in. ruiny barokowego pałacu z 1727 roku. Do wojewódzkiego rejestru zabytków wpisane są:
- kościół ewangelicki, obecnie rzymskokatolicki, parafialny pw. Narodzenia Najświętszej Maryi Panny, z 1721 r.,
- mauzoleum rodziny Schulz, z 1856 r.,
- cmentarz przykościelny, z XIV w.

inne:
- pałac wybudowany na planie prostokąta w 1727 r. przez Christopha Gotharda von Kreckwitz, obecnie w ruinie. Piętrowy obiekt, kiedyś kryty dachem mansardowym czterospadowym z lukarnami, z dwupiętrowym pseudoryzalitem zwieńczonym półokrągłym (circulaire) frontonem z dwoma kartuszami z herbami rodzin: von Frankenberg (po lewej) właścicieli około 1830 r. i von Lüttwitz, właścicieli po 1830 r.(po prawej)[6][7].

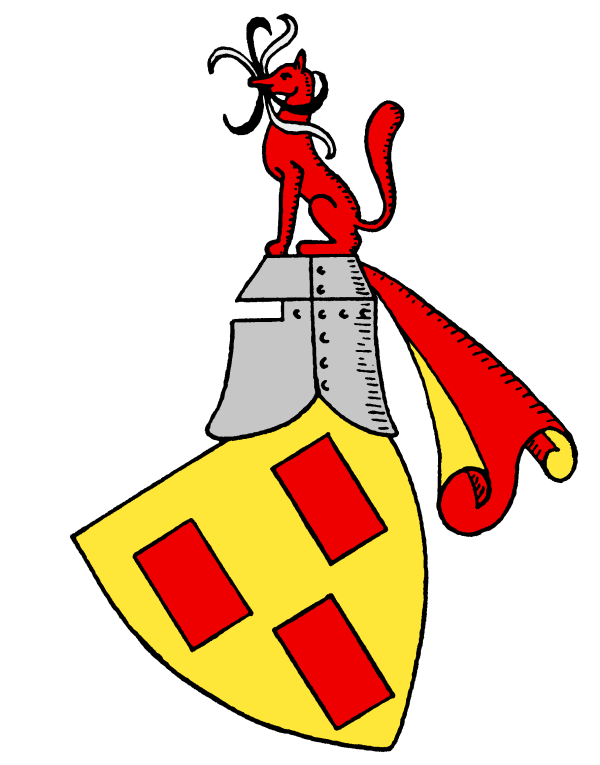
Herb rodziny von Frankenberg
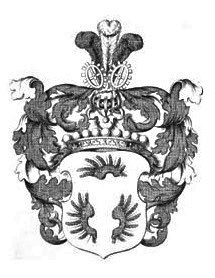
Herb rodziny von Lüttwitz
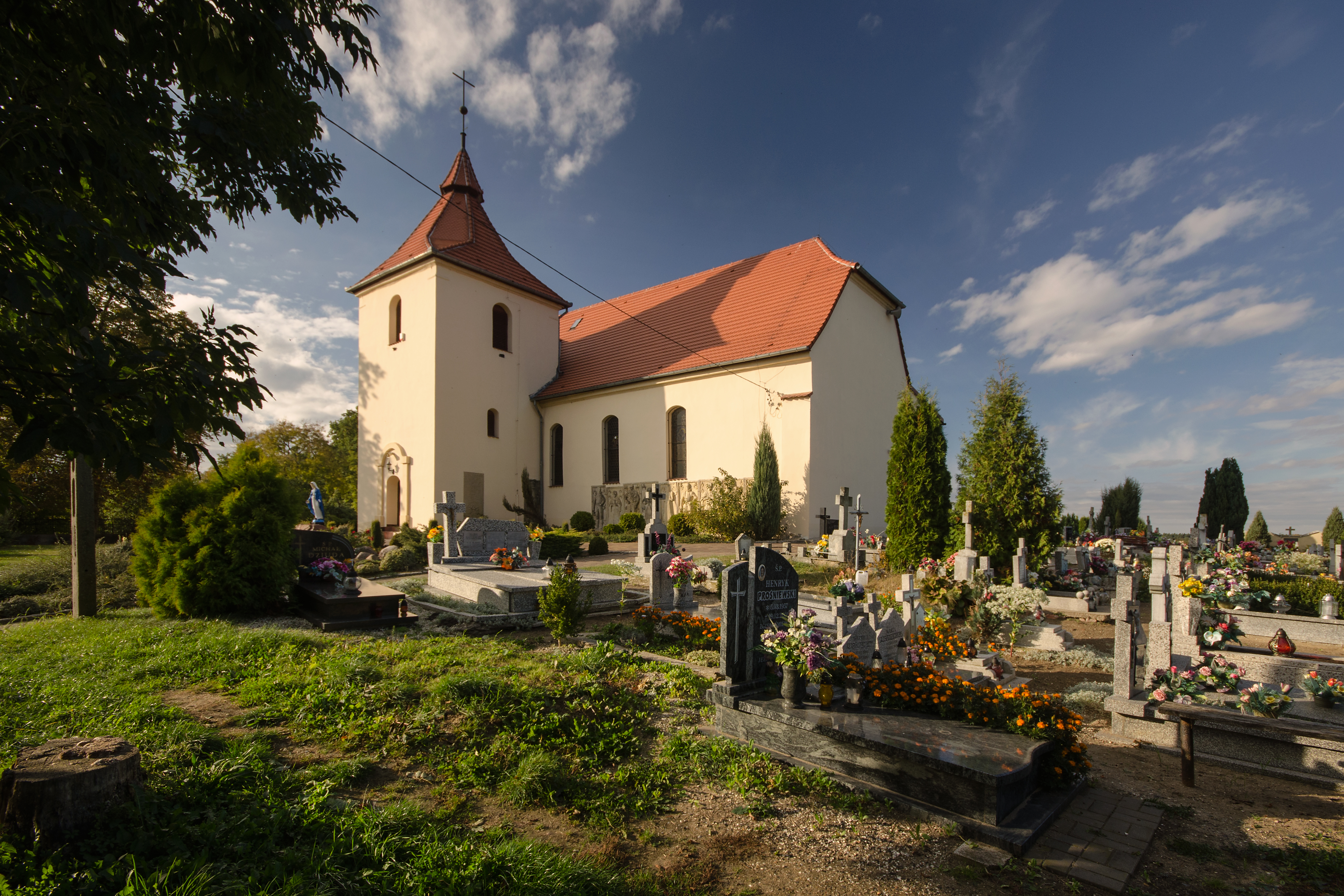
Kościół Narodzenia NMP